# Bundesstraße 271
Pour les articles homonymes, voir Route 271.
La Bundesstraße 271 est une Bundesstraße du Land de Rhénanie-Palatinat.

## Géographie
La Bundesstrasse 271 commence dans le Palatinat à la sortie 11 Deidesheim de l'A 65 (Ludwigshafen-Karlsruhe). À quelques kilomètres de là, à Neustadt-Diedesfeld, se trouve le centre géographique de la Deutsche Weinstraße.
La B 271 mène à une distance constante de la limite occidentale du fossé rhénan en passant par les petites villes de Deidesheim et Wachenheim et le centre de Bad Durkheim.
Non seulement la Deutsche Weinstraße se termine à Bockenheim, mais la B 271 entre dans la Hesse rhénane, continuant à suivre la limite occidentale du fossé rhénan dans l'Alzeyer Hügelland.
Jusqu'à fin 2014, la B 271, hormis des modifications mineures de l'itinéraire, faisait partie de la Kaiserstrasse historique d'Alzey à Wörrstadt, qui appartenait à la B 40 avant la construction de la Bundesautobahn 63. La B 271 à l'origine passait par Alzey après Albig et Bermersheim vor der Höhe et par Ensheim pour se terminer juste avant Wörrstadt sur la B 420. La distance totale parcourue était de 63 km.
Le tronçon d'Alzey à Wörrstadt est déclassé en Landesstraße 401 le 1er janvier 2015 ; la B 271 est à la place dans Alzey sur une courte section de la précédente L 406 jusqu'à la jonction 55 Alzey sur l'A 61. Elle se termine après 52 km dans un rond-point à l'entrée d'autoroute en direction de l'échangeur autoroutier d'Alzey entre Coblence et Cologne.

## Source
- (de) Cet article est partiellement ou en totalité issu de l’article de Wikipédia en allemand intitulé « Bundesstraße 271 » (voir la liste des auteurs).

1. ↑  (de) « Die Bundes- und Reichsstraßen in Deutschland - Nr. 166 bis 327 » [archive du 18 février 2009], sur home.arcor.de (consulté le 16 juillet 2025)